# Ceilloux
Ceilloux település Franciaországban, Puy-de-Dôme megyében. Lakosainak száma 174 fő (2022. január 1.). Ceilloux Auzelles, Cunlhat, Domaize és Saint-Dier-d’Auvergne községekkel határos.

## Népesség
A település népességének változása:
| Lakosok száma | 165  | 177  | 183  | 177  | 176  | 174  | 172  | 173  | 174  |
|               | 2013 | 2015 | 2016 | 2017 | 2018 | 2019 | 2020 | 2021 | 2022 |